# لوسیوس کائیسنیوس پائتوس
لوسیوس کائیسنیوس پائتوس (حدود ۲۰ - ۷۲؟) یک سناتور رومی و عضو تیره کائیسنیا و جونیا بود که چندین منصب در خدمت امپراتور داشت. او برای سال ۶۱ کنسول معمولی به عنوان همکار پابلیوس پترونیوس تورپیلیانوس بود.  جودیت گینزبورگ خاطرنشان می کند که این باعث شد که او اولین انسان نوین نووسی باشد که پس از کوئینتوس ورانیوس ۱۲ سال قبل به کنسولگری معمولی رسید. 

## اوایل زندگی
پائتوس، که در تعدادی از منابع با نام «کائیسنیوس پائتوس» نیز شناخته می‌شود، احتمالاً پسر پوبلیوس کیسنیوس پائتوس، اتروریایی اهل تارکوینیا بود. "لوسیوس جونیوس" نشان می‌دهد که او توسط یک لوسیوس جونیوس اقتباس شده است.  او همچنین ممکن است نوه لوسیوس کائیسنیوس لنتو باشد.